# Shawn Drover
Shawn Drover, född 5 maj 1966 i Montréal, Québec, är en kanadensisk trummis. Han är sedan 2004 medlem i thrash metal-gruppen Megadeth och sedan 1993 i gruppen Eidolon. Han är bror till Glen Drover, som var gitarrist i Megadeth mellan 2004 och 2008.